# 亚历杭德罗·迪斯
亚历杭德罗·迪斯（西班牙語：Alejandro Diz，1965年3月26日—），阿根廷男子排球运动员。他曾代表阿根廷参加1984年和1988年夏季奥林匹克运动会排球比赛，其中1988年奥运会获得一枚铜牌。